# Justice Payout
In ambito di gioco d'azzardo, il Justice Payout (in italiano, vincita di giustizia) è il rimborso della giocata, sotto forma di bonus, di una scommessa da parte di un bookmaker nonostante questa sia risultata perdente a causa di uno o più presunti errori nella condotta dell'arbitraggio.

## Casistiche

### In Italia
In Italia il Justice payout è stato applicato per la prima volta in occasione della sfida Catania-Juventus della 9ª giornata del campionato di calcio 2012-2013 da parte del bookmaker irlandese Paddy Power. La società di scommesse online ha deciso di rimborsare sotto forma di bonus le puntate 1 e X a fronte di un risultato di 0-1 sul campo, a causa dell'annullamento di un gol regolare ai padroni di casa e dell'assegnamento di uno in posizione di fuorigioco alla Juventus.
Paddy Power ha applicato il Justice payout anche in occasione della sfida Juventus-Roma della sesta giornata del campionato di calcio 2014-2015, in seguito alla concessione di un rigore discutibile in favore della Juventus.